# Dieter Klenke
Dieter Klenke (* 8. Juli 1952 in Oschersleben (Bode)) war von 1993 bis 2015 Bürgermeister von Oschersleben.

## Leben
Klenke ist gelernter BMSR-Techniker. Acht Jahre arbeitete er im Vorstand des Städte- und Gemeindebundes Sachsen-Anhalt. Danach war er sechs Jahre im Landespräventionsrat in Sachsen-Anhalt und neun Jahre im Vorstand der Matthias-Claudius-Haus-Stiftung (Wohn- und Werkstätten für Menschen mit Behinderung) der evangelischen Diakonie Oschersleben tätig.
1989 gründete Klenke den SPD-Ortsvereins Oschersleben mit und übernahm von 1993 bis 2002 den Vorsitz des Ortsvereins. 1993 wählte man ihn zum Bürgermeister von Oschersleben.
Im Oktober 2011 trat er, nachdem er sich mit dem Fraktionsvorsitzenden und ehemaligen Landrat Burkhard Kanngießer zerstritten hatte, zusammen mit seiner Frau, die seit 1994 Mitglied des Stadtrates war, aus der SPD aus. Er übte als Parteiloser das Amt des Bürgermeisters vom 15. April 1993 bis zum 26. Juni 2015 aus. Dieter Klenke ist der dienstälteste Bürgermeister der Stadt Oschersleben (Bode) in den letzten 300 Jahren.